# Acantiza de carpó rogenc
L'acantiza de carpó rogenc (Acanthiza uropygialis) és una espècie d'ocell de la família dels acantízids (Acanthizidae) que habita els boscos àrids i matolls de la major part d'Austràlia, faltant de la zona més septentrional i de Tasmània.